# Mezinárodní fontána
Mezinárodní fontána (anglicky International Fountain) je fontána s vodotrysky nacházející se v americkém městě Seattle. Byla navržena pro světovou výstavu 1962 japonskými architekty Kazuyuki Matsushitaem a Hideki Shimizuem. Fontána byla odjakživa místem, kde se scházela místní komunita a poté, co byla v roce 1995 upravena tak, aby byla přístupnější a zajímavější, stala se ještě populárnější.

## Vznik
Mezinárodní fontána vznikla na místě bývalého hřiště Mercer Playground ve čtvrti Queen Anne v Seattlu. Mercer Playground stálo na tomto místě již od roku 1910. Během plánování světové výstavy bylo Mercer Playground určeno jako ústřední místo, které měly být středobodem veletrhu. Fontána se nachází v centru dnešního areálu uměleckého a zábavního parku Seattle Center.
Původní koncepce návrhu počítala s úzkou lagunou s gondolami, přes kterou by vedl most, ale v létě 1960 byla vypsána soutěž na návrh světelné, vodní a sochařské expozice. Do soutěže bylo přihlášeno 261 prací, 72 bylo mezinárodních a 189 pocházelo ze Spojených států. V první fázi soutěže porota zúžila počet přihlášených prací na pět finalistů a každý z nich obdržel cenu ve výši 2 000 dolarů.  Porota, kterou tvořili známí architekti a sochaři Nathaniel A. Owings, Bernard Rosenthal, Garrett Eckbo, Peter Oberlander, Paul Thiry a Fred McCoy, vybrala z pěti finalistů jednomyslně návrh Matsushita a Shimizu, fontánu, která měla odrážet úsilí lidstva prozkoumat nejvzdálenější části vesmíru. Jejich návrh z roku 1960 upustil od sochařské výzdoby ve prospěch vodních trysek a jimi vytvořených parabolických tvarů. V roce 1960 bylo Matsushitovi 29 a Shimizuovi 26 let a oba byli zaměstnáni jako spolupracovníci architektů u stavební společnosti Taisei v Tokiu. Za svůj vítězný návrh získali Matsushita a Shimizu odměnu 20 000 dolarů.

## Přestavba v roce 1995

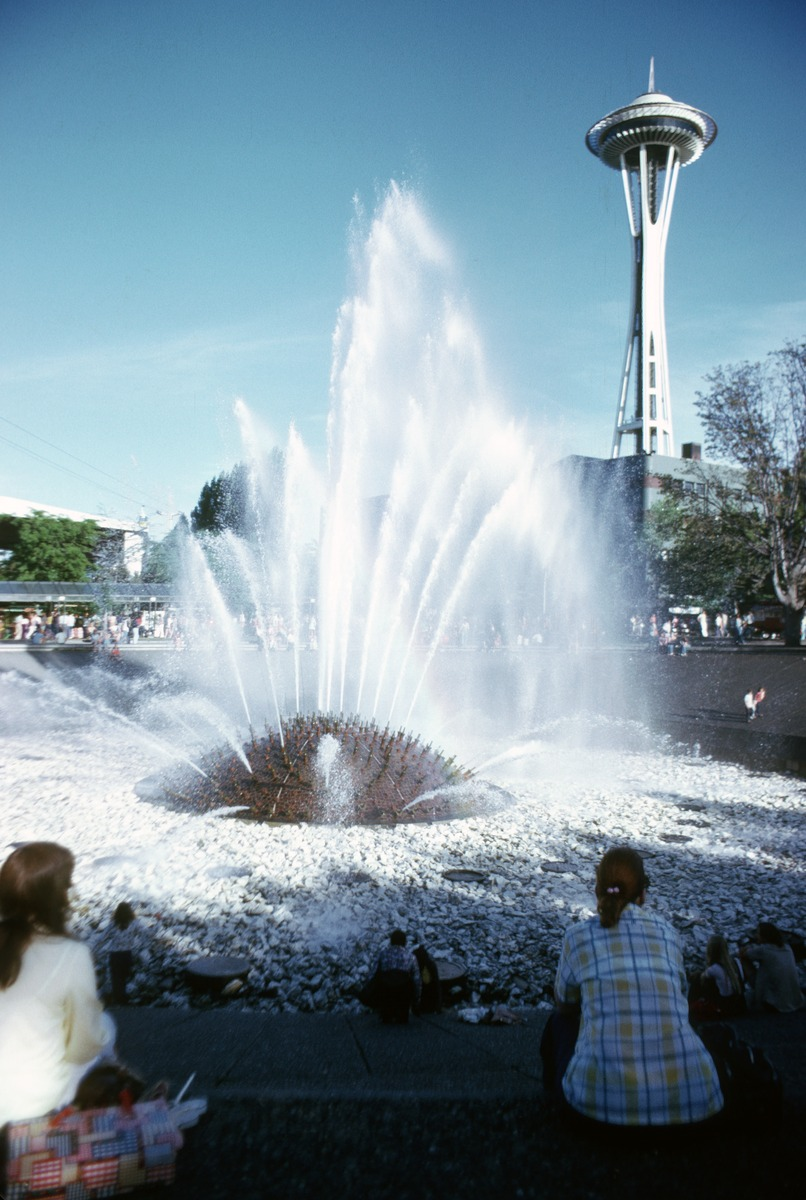
Původní vzhled fontány z let 1961–1995, kovové trysky vystupovaly z těla fontány, v současnosti jsou v rovině s povrchem.

Fontána byla v roce 1995 přestavěna společností WET Design v rámci projektu za 6,5 milionu dolarů, jehož součástí byl i krajinářský design od Keničiho Nakana. Před rekonstrukcí měla centrální kopule vyčnívající trysky a byla obklopena bílými kameny, které měly vytvářet dojem měsíční krajiny a odrazovaly lidi od interakce s vodními prvky. Po rekonstrukci v roce 1995 byly kameny odstraněny a kopule upravena tak, že vodní trysky jsou téměř v rovině s povrchem kopule, což umožňuje návštěvníkům přiblížit se k fontáně a hrát si s ní.
V roce 1962 měla nádrž v průměru 56 m, obklopovala kopuli vysokou 1,8 m o průměru 9,1 m pokrytou tmavě jantarovým sklem se 465 tryskami. Po přestavbě v roce 1995 je fontána umístěna v bazénku o průměru 67 m a kopule z nerezové oceli má výšku 3 m a průměr 8,2. Celkový objem fontány je 34 000 litrů.
Fontána se ovládá dálkově ze severní strany Seattle Center a čerpací zařízení je umístěno 9 m pod úrovní fontány. Fontána recirkuluje vodu a filtruje ji přes písek. Během dne se spouští různá představení, kdy je fontána až na dvanáct minut synchronizována s hudbou. Design trysek fontány je patentován společností WET.

## Údržba v roce 2021
Od 6. dubna do 30. června 2021 byla fontána uzavřena kvůli údržbě, která zahrnovala:
- nové utěsnění bazénku
- výměnu reflektorů mezi mikrotryskami za barevná LED světla
- obnovu mikrotrysek
- výměnu ovládacího panelu a anemometru pro řízení výšky fontány v závislosti na rychlosti větru
- přepnutí napájení ze střídavého na stejnosměrný proud